# Andermat
Andermat je planinsko selo i opština u kantonu Uri u Švajcarskoj. Nalazi se na nadmorskoj visini od 1437 metara, u centru masiva Saint-Gothard i predstavlja istorijski centar raskrsnice sever-jug i istok-zapad Švajcarske. Nalazi se 28 km južno od Altdorfa, glavnog grada Urija.

## Geografija
Andermat se nalazi u dolini Urseren, na reci Reus i okružen je Adulskim Alpima. Andermat ima površinu od 62,2 km². Od ove oblasti, 40,8% se koristi u poljoprivredne svrhe, a 5,5% su šume, 1,7% je naseljeno (zgrade ili putevi), a ostatak (52%) je neproizvodan (reke, glečeri ili planine). Od poljoprivrednog zemljišta, 4,3% se koristi za voće ili vinogradarstvo, a 36,5% se koristi kao planinski pašnjaci. Od naseljenih područja, 0,5% je pokriveno zgradama, a 1,1% je saobraćajna infrastruktura.

## Transport
Andermat služi kao raskrsnica između juga i severa Švajcarske, kao i između istočne  i zapadne Švajcarske. Selo je povezano sa tri alpska prelaza:  Oberalp (2.044 m.),  St Gothard (2.106 m.) i Furka (2.499 m.). 
Od početka 13. veka i otvaranja Gothardovog prelaza koji je preko Alpa spojio južnu sa severnom Švajcarskom Andermat se nalazi na toj trasi.
Selo ima železničku stanicu koja je povezana sa Brigom, Vispom (Valais) i sa zapadnim terminom železnice u Disentisu / Muster (Grisons).

## Istorija
Arheološka otkrića iz 4000. godine pre nove ere pokazuju da je Ursern bio naseljen već u neolitskom periodu. U rimskim vremenima ova alpska dolina verovatno je bila naseljena helvetskim plemenima. Međutim, poreklo Andermate-a se može pratiti preko alemantskih plemena koji su uspostavili naselja na tom području, gde se nalazi trenutni grad Andermat.
Parohija Andermata nije spomenuta sve do godine 1203. godine, kada se pominje kao „De Prato“ Godine 1290. pomenuto je pod imenom „A der Matte“.. Godine 1649. godine, uz pojavu nezavisne Švajcarske konfederacije, crkvena prava manastira Disentis su ukinuta u korist građanskog zakonodavstva.
1608. godine, pred Englezima odbeglim Irskim plemićima koji su tumarali Evropom desila se velika nesreća kada im je na dan Svetog Patrika sa Đavolovog mosta pao čitav tovar blaga koji nikada nije pronađen. Poznato je kao „Izgubljeno blago Gothardovog prelaza“.
Između 1818. i 1831. godine obližnji St Gothard prelaz je otvoren za kočije. Kao poslednje odmorište pre prelaza, Andermat je ekonomski procvetao i postao popularna banjska destinacija i odmorište. Međutim, kada je 1881. godine otvoren Gothardov železnički tunel koji ide ispod grada situacija se promenila pa je prihod od turizma dramatično opao i do 1930. godine je skoro nestao, zbog čega su mnogi hoteli u ovom selu zatvoreni ili im je promenjena namena. 
Od 1885. godine Andermat je pretvoren u garnizon Švajcarske federalne vojske. Danas je lokacija centra za obuku švajcarske vojske.
Na prelazu u 21. vek Andermat je s obzirom da ima dve planine koje se zimi koriste za skijanje Natšen i Gemstok postao je pristupačna alternativa eksluzivnim skijalištima poput Sent Morica i Gštada, a njegov uspon i vraćanje na  staze stare slave još uvek traje. 

## Demografija
Po podacima od 31. decembra 2016. godine Andermat ima 1.355 stanovnika. Od 2007. godine 10,0% stanovništva čine strani državljani. Većina stanovništva (od 2000. godine) govori nemački (95,2%). 2007. godine polna struktura stanovništva je bila 50,8% muškaraca i 49,2% žena. 
U Andermatu je oko 75,2% stanovništva (između 25-64 godina) završilo neobavezno više  ili visokoškolsko obrazovanje.
U Andermatu je stopa nezaposlenosti 0,9%. Od 2005. godine, u primarnom privrednom sektoru je bilo zaposleno 51 stanovnik i postojalo je 22 preduzeća koja su uključena u ovaj sektor. U sekundarnom sektoru je zaposleno 90 stanovnika, a u ovom sektoru postoji 13 preduzeća. 599 zaposlenih radi u tercijarnom sektoru, postoji 78 preduzeća u ovom sektoru.
Kretanje populacije je data u sledećoj tabeli:
| Godina | Broj stanovnika |
| 1799   | 605             |
| 1850   | 677             |
| 1900   | 818             |
| 1950   | 1,231           |
| 1970   | 1,589           |
| 2000   | 1,282           |
| 2008   | 1,242           |
| 2010   | 1,304           |
| 2014   | 1,408           |

## Klima
Između 1961. i 1990. godine Andermat je imao prosečno 147.3 kišnih dana godišnje i u proseku je primio 1.422 mm padavina. Najkišovitiji mesec bio je april tokom kojeg je Andermat dobio prosečno 135 mm padavina. Tokom ovog meseca došlo je do padavina u proseku od 14 dana. Mesec sa najviše dana padavina bio je maj, sa prosekom od 14,1, ali sa samo 128 mm  padavina. Najsušniji mesec u godini  je februar, sa prosekom od 106 mm  i padavinama tokom 14 dana.